# Saint-Martial-de-Vitaterne
Saint-Martial-de-Vitaterne é uma comuna francesa na região administrativa da Nova Aquitânia, no departamento de Charente-Maritime. Estende-se por uma área de 2,78 km². Em 2010 a comuna tinha 560 habitantes (densidade: 201,4 hab./km²).